# 수프리에르산 (세인트빈센트)

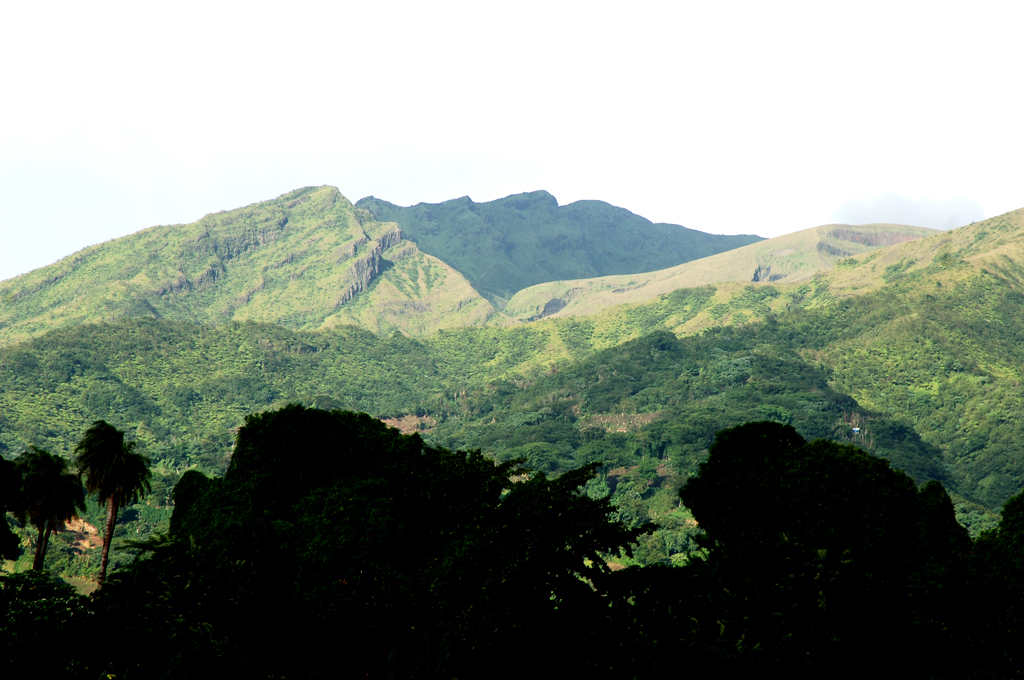
라 수프리에르 산 전경

수프리에르산(La Soufriere)은 세인트빈센트 그레나딘에 있는 화산으로, 현재에도 활동하는 활화산이다. 해발 1,234m의 정상에는 1902년에 만들어진 칼데라가 있으며, 그 안에는 작은 용암 돔이 있다. 용암 돔은 1979년의 분화로 만들어졌으며, 지금도 조금씩 연기를 뿜고 있었으나 2021년의 대분화로 인해 사라지고 새 화구가 형성되었다.

## 분화 활동
1718년, 1812년, 1902년, 1979년, 그리고 2021년에 대규모의 폭발적 분화가 있었고, 특히 1902년의 대분화 때는 1,680여명의 사망자가 발생하였다. 근처의 마르티니크에서도 몽펠레 화산 분화로 인해 29,000여명의 사망자가 발생하기도 하였다. 이후 잠잠하다가 1979년 폭발적 분화 및 용암 돔 형성을 일으켰고, 화구의 용암 돔은 2021년 분화 전까지 계속 자리잡고 있었다. 1979년의 분화 때는 대피가 잘 이루어져 인명피해는 없었다.

### 2020~2021년 분화
2020년 12월 말부터 화구 내의 용암 돔 옆에서 작은 규모의 분화가 일어나 또 다른 용암 돔이 만들어졌다. 높은 점성을 가진 용암 돔이 느리지만 꾸준히 성장하였고, 1월에는 너비 100~200m에 900m 길이에 달하였다. 용암 돔은 이후에도 화산 가스를 방출하며 계속 성장하였고, 3월 22일에는 높이 105m, 너비 243m에 길이는 921m에 달하여 크게 성장하였다. 4월 8일에는 지진 활동이 급격하게 증가하여 폭발적 분화가 임박한 것으로 판단하고, 당국은 적색 경보를 발령하고 주민들에게 대피령이 내려졌다.
다음날인 4월 9일 현지시간 오전 8시 41분 경 폭발적 분화가 일어났다. 화산재 분연주의 높이는 8,000m 상공에 이르렀고 대서양을 따라 동쪽으로 이동하였다. 그때 화산 주변에 거주하던 2만여명의 주민들이 대피하였고, 당국은 분화가 최소 며칠에서 최대 몇주 정도 지속될 것이라고 예상하였다. 이후 당일 낮과 저녁 6시 45분 경에도 폭발적인 분화가 발생하였다.

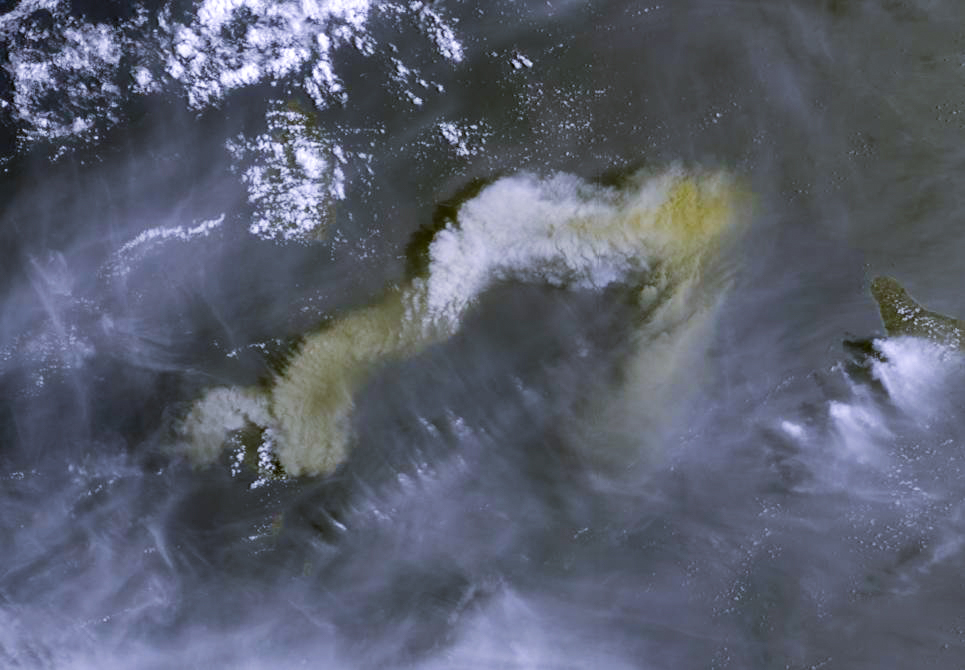
🌋 2021년 4월 분화로 만들어진 분연주의 위성사진
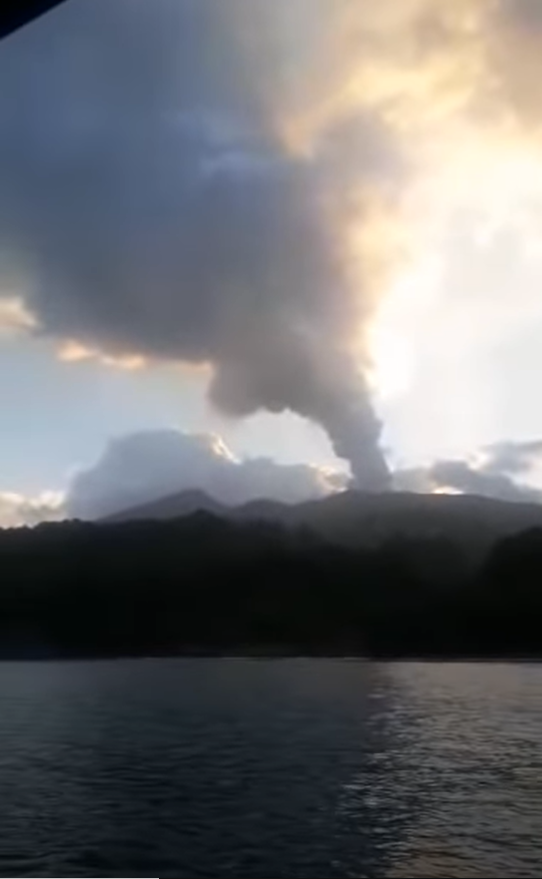
첫번째 분화 직전 모습
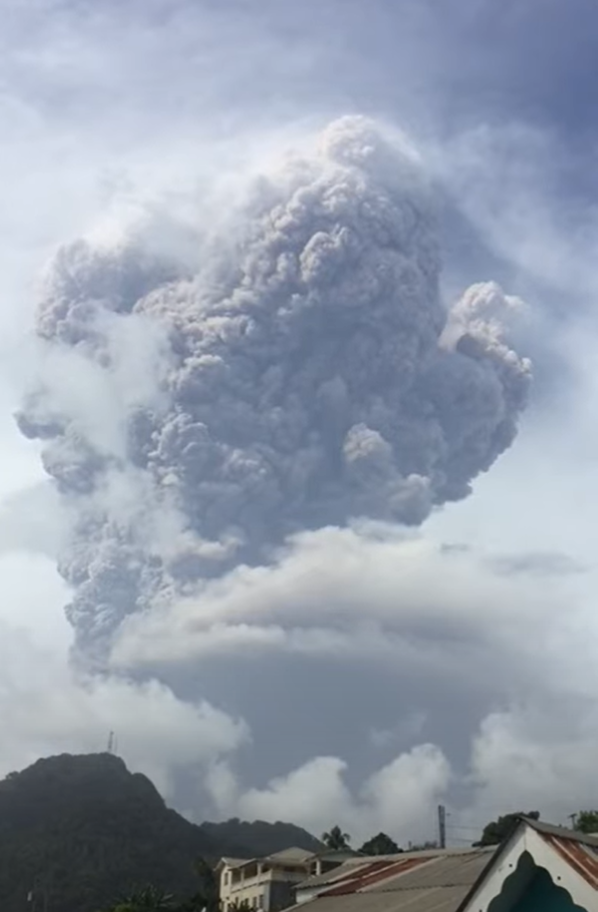
두번째 폭발적 분화 모습